# Sibylle Katharina Sorg
Sibylle Katharina Sorg (geboren 1965 in Lich, Hessen) ist eine deutsche politische Beamtin und Diplomatin. Von 2022 bis 2024 leitete sie die Europaabteilung des Auswärtigen Amtes, seit August 2024 ist Sorg deutsche Botschafterin in Ankara.

## Werdegang
Nach dem Abitur am Alexander-von-Humboldt-Gymnasium in Lauterbach studierte Sibylle Katharina Sorg Geschichte, Politikwissenschaften und Journalismus an der Justus-Liebig-Universität in Gießen und schloss ihr Studium mit einem M.A. ab.
1992 trat sie in den Auswärtigen Dienst ein. Erste Auslandsposten führten sie nach Irland und Australien. Unter den Außenministern Klaus Kinkel und Joschka Fischer fungierte sie als Sprecherin – zunächst für Afrika und Humanitäre Hilfe, später für die EU und Westeuropa. Während der deutschen EU-Präsidentschaft und des deutschen G8-Vorsitzes 1999 war sie Mitglied des Organisationsstabs.
Nach drei Jahren an der Botschaft Tel Aviv war Sorg zunächst von 2007 bis 2011 als stellvertretende Leiterin des Nahostreferats eingesetzt und wechselte dann als Leiterin der Politischen Abteilung an die Deutsche Botschaft London. Im Jahr 2014 berief sie Außenminister Frank-Walter Steinmeier zur stellvertretenden Stabsleiterin und stellvertretenden Büroleiterin seines Büros, eine Funktion, die sie bis 2017 innehatte. Ab 2017 war sie Botschafterin und Direktorin für die Beziehungen zu den Mitgliedstaaten der Europäischen Union sowie für grenzüberschreitende und regionale Zusammenarbeit. In dieser Funktion war sie unter anderem an der Aushandlung des Aachener Vertrages beteiligt. Im Jahre 2020 übernahm Sorg die Leitung der Abteilung für Krisenprävention und Stabilisierung.
Außenministerin Annalena Baerbock berief sie Ende Januar 2022 zur Leiterin der Europaabteilung des Auswärtigen Amtes.
Im August 2024 wurde Sorg zur deutsche Botschafterin in der Türkei mit Sitz in Ankara ernannt.